# 주훈 (1994년)
주훈(1994년 6월 13일 ~ )은 대한민국의 전직 스타크래프트 II 프로게이머이다. 종족은 테란이며, 아이디는 Hoon 혹은 Sting이다.
MVP와 NS호서, Western Wolves 소속으로 활동한 적이 있다.
2013년 12월 은퇴했다.

## 주요 기록
프리미어 개인리그 우승 1회
- 2012 HOT6 GSL Season 2 코드 A 48강
- 2012 TeamLiquid StarLeague Season 4 4위
- 2012 IEM Season VII - Singapore 우승
- 2013 DreamHack Open Summer 2013 32강